# Pistola

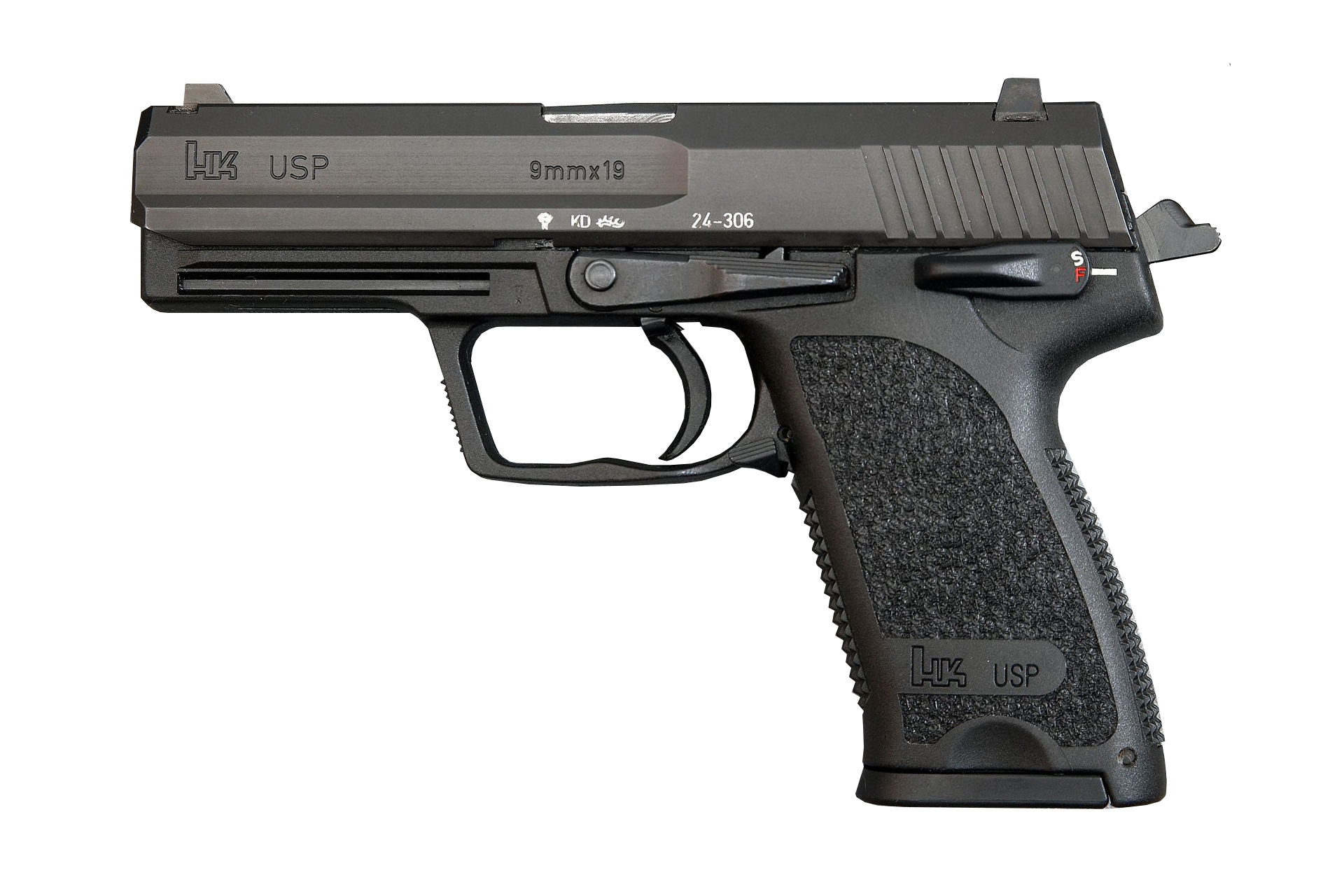
Heckler & Koch USP, pistola semiautomática de fabricación alemana.

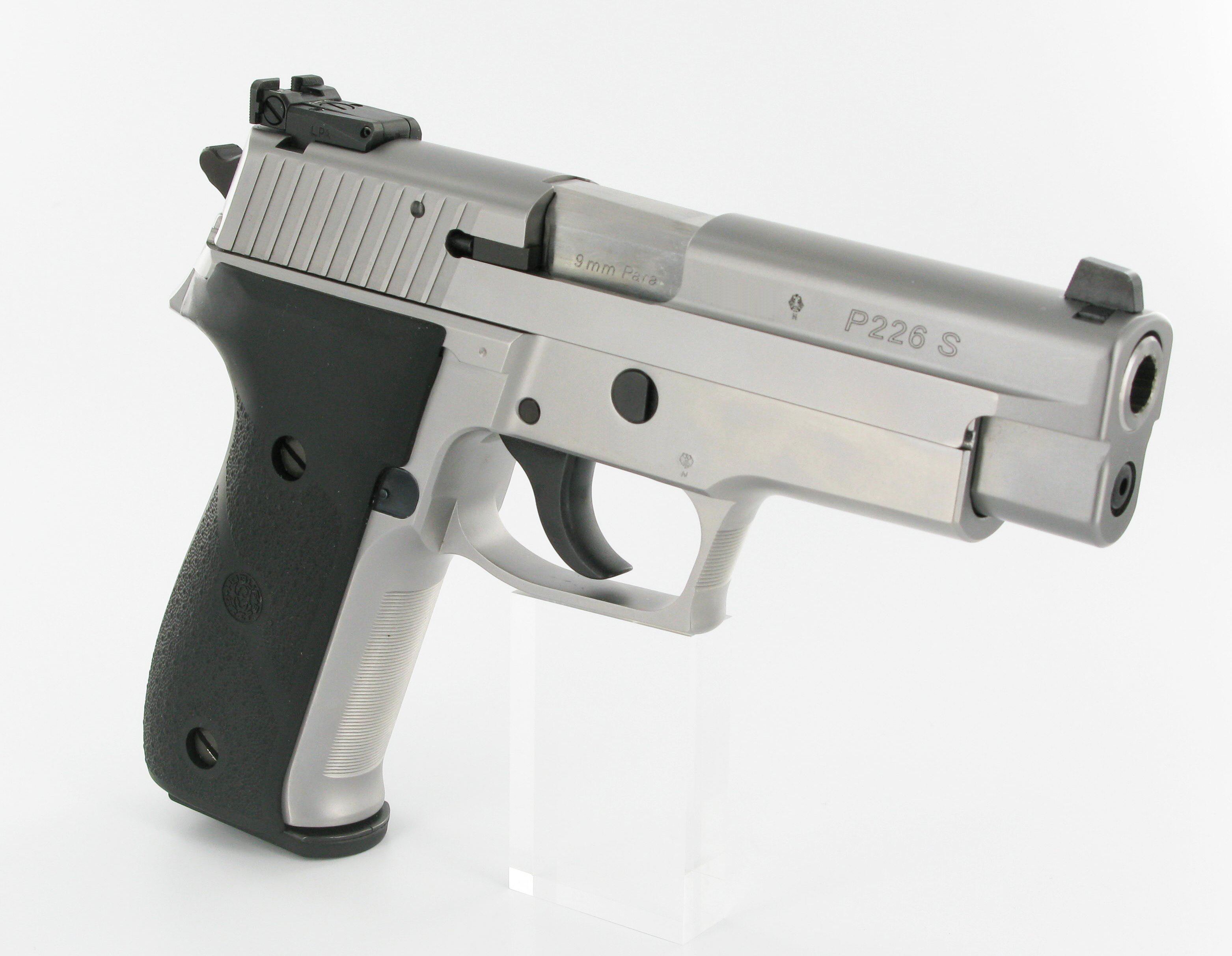
SIG Sauer P226 S Sport Stock, pistola variante hecha de acero inoxidable con cañón pesado y mecanismos de puntería ajustables LPA.

Una pistola es un arma de fuego corta diseñada para ser apuntada y disparada con una sola mano, o con dos. Se puede utilizar para la caza dependiendo del arma, y dispara balas a corta distancia.

## Desarrollo de la pistola

### Etimología
Aunque las primeras pistolas se crearon en el siglo XVII como armas auxiliares de la caballería, el término «pistola» se refería a los pequeños puñales y dagas que se llevaban escondidos entre la ropa. En la primera mitad del siglo XVI se refieren en lengua castellana las primeras pistolas como arcabuces pequeños. Ya en la segunda mitad de ese siglo se empleaba el término «pistolete». Para primeros del XVII, el término pistola, para referirse a las armas de fuego cortas empuñadas con una mano, ya estaba extendido.
Existen distintas teorías al respecto, pero parece ser que el término proviene del término en inglés pistolet que aparece en 1550, y este posiblemente del término francés por una pequeña arma de fuego o pequeña daga. El término francés pistole aparece por primera vez en 1566, proveniente posiblemente del checo píšťala (‘flauta’ - arma de fuego corta utilizada por los husitas). Otra teoría se refiere a la ciudad italiana de Pistoia, donde se manufacturaban dagas y más tarde conocida por la fabricación de armas de fuego.

### Pistolas antiguas

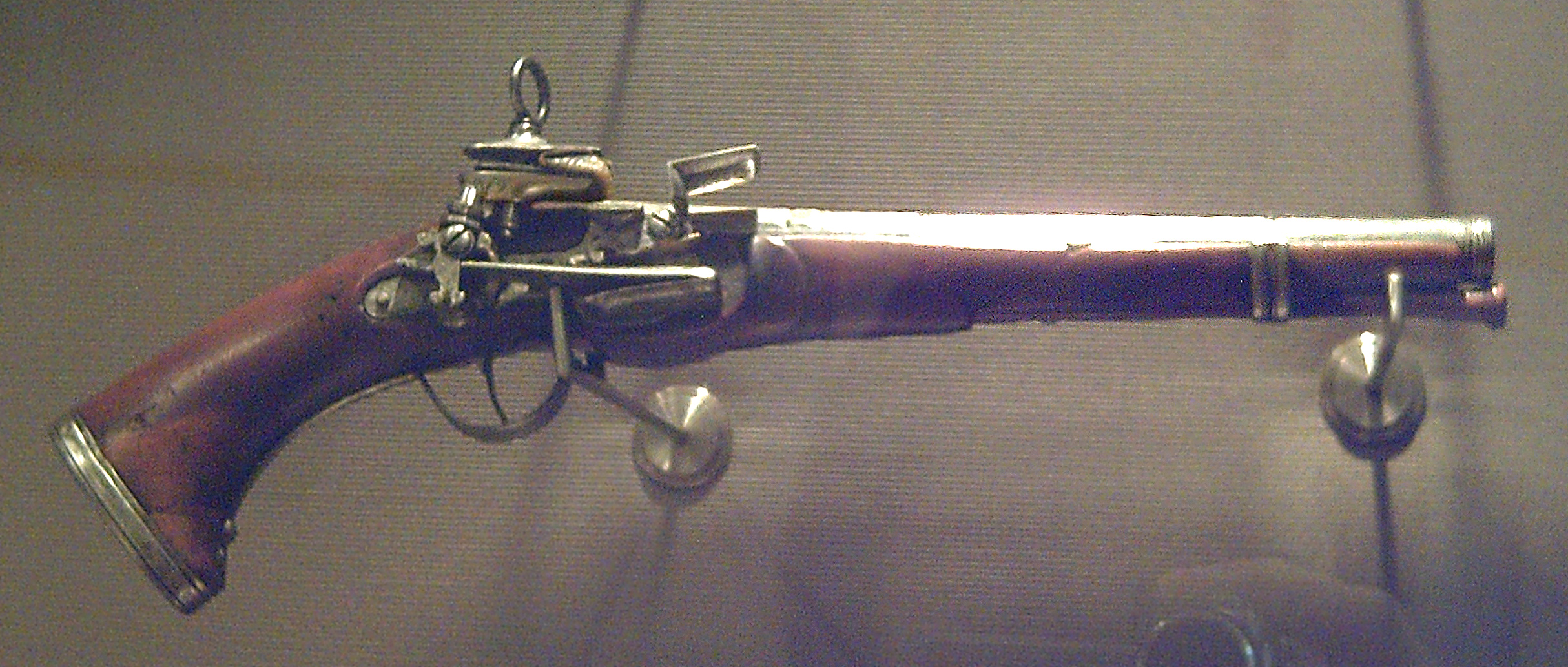
Pistola española de 1733 con llave de chispa.

La pistola empleaba básicamente los mismos mecanismos de disparo que los mosquetes y fusiles de avancarga: llave de rueda en los siglos XVI y XVII, llave de pedernal en el XVIII y primera parte del XIX, y llave de percusión al aparecer este tipo de mecanismo a principios del XIX.
Todas estas pistolas requerían la recarga de su munición manualmente después de cada disparo. La munición se introducía por la boca del cañón (arma de avancarga) y consistía en pólvora, proyectil y taco de papel (que servía de tapón para mantener comprimidos los dos anteriores dentro del cañón y se presionaba con un adminículo denominado baqueta). Este método de recarga era muy lento y, generalmente, los combatientes desenfundaban sus sables o espadas después de disparar, ya que las circunstancias no permitían recargar nuevamente la pistola.

### Revólver

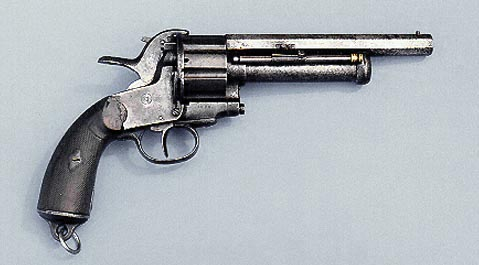
Revólver LeMat 1856, de 9 cartuchos de la guerra civil estadounidense.

La primera pistola capaz de disparar de manera consecutiva antes de recargar munición fue el revólver, también llamado «pistola rotativa». Se conoce un modelo similar utilizado por el ejército británico en el siglo XIX, pero el revólver moderno lo patentó Samuel Colt en 1835. Este sistema aloja la munición en un tambor («barrilete») desmontable que gira con el recorrido de vuelta del gatillo, colocando de esta manera una nueva recámara («nicho») ante el percutor.
En la recámara del tambor se introducía una porción de pólvora negra (generalmente DuPont), taco de papel, munición (plomo), y se atacaba con una palanca situada bajo el cañón. Este procedimiento se realizaba con mucho cuidado para evitar que la presión inflamara la pólvora anticipadamente. Por la parte posterior de cada recámara del tambor se colocaba una cápsula fulminante sobre su respectiva chimenea. En ocasiones se cubría todo con grasa para evitar que la chispa del disparo prendiera otras recámaras, provocando el estallido del arma y heridas al tirador. Debido a lo complejo y lento de esta operación, no era de extrañar que los soldados de caballería llevaran consigo una dotación de tambores precargados, los cuales eran desmontables.
La falta de especialización de la manufactura de las armas de la época y los bajos controles de calidad propiciaron una serie de accidentes en los que no era raro lesionarse seriamente las manos en el momento de cargar y accionar las pistolas.
Comúnmente, el revólver tiene seis recámaras, pero hay modelos que tienen entre cinco y nueve.

## Pistola semiautomática

### Historia

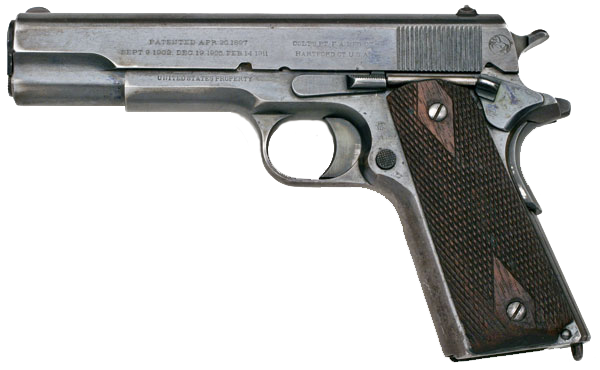
Colt M1911, pistola calibre .45 utilizada por el Ejército de los Estados Unidos desde 1911.

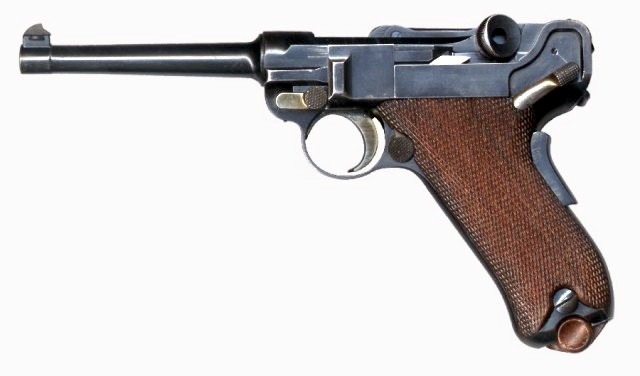
Pistola Luger Parabellum 1900.

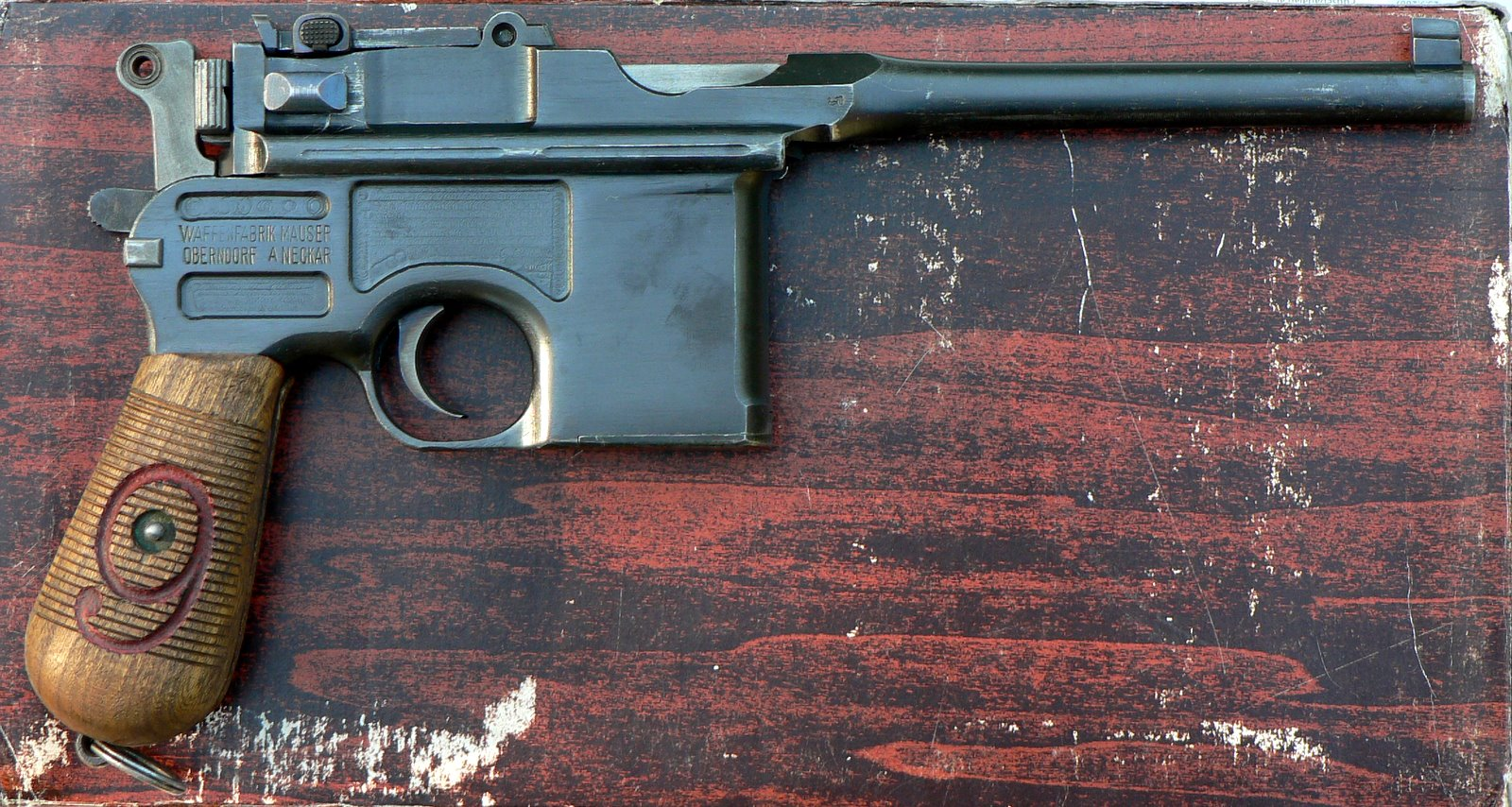
La legendaria pistola Mauser C-96.

Cuando se extendió el uso de las ametralladoras Maxim, varios fabricantes de armas decidieron adaptar el mecanismo de disparo automático para crear pistolas semiautomáticas. Uno de los primeros prototipos de pistola semiautomática fue la Salvator-Dormus, pero no tuvo tanto éxito como otras armas en su época. El primer modelo exitoso fue la Borchardt C-93, creada por el armero alemán Hugo Bochardt y aparecida en 1893. Era voluminosa, frágil, incómoda y difícil de maniobrar con una mano; se caracterizó por un ingenioso mecanismo de acerrojado parecido a la articulación de la rodilla, que era confiable. Utilizaba el potente cartucho 7,65 x 25 Borchardt. Se fabricaron pocos ejemplares del modelo.
En 1896 aparece el modelo Mauser C96, que utilizaba el cartucho 7,63 x 25 Mauser. Fue el primer modelo semiautomático empleado en la segunda guerra de los Bóeres en Sudáfrica y en las revoluciones rusa y china. El siguiente modelo exitoso, aparecido ese mismo año, fue el Luger Parabellum creado por Georg Luger, y adoptado por el ejército alemán como su pistola oficial durante la Primera Guerra Mundial. Se caracterizó por mejorar el mecanismo de seguro de la Bochardt y por ser el primer modelo en utilizar el cartucho 9 mm Parabellum (o 9 mm Luger en esa época), también creado por el fabricante. Su modelo sufrió varias modificaciones y estuvo en producción hasta la Segunda Guerra Mundial, donde el ejército alemán tenía otra reglamentaria (Walther P38), pero la necesidad de armas hizo continuar la producción de la Luger.
El primer armero estadounidense en crear pistolas semiautomáticas fue John Browning, que comienza a desarrollar sus propias pistolas de acción simple y en 1900 empieza a colaborar con FN y la marca Colt, para la que diseñó en estos años varios de los cartuchos clásicos más conocidos para pistola: el 6,35 x 16 (.25 ACP), el 7,65 x 17 (.32 ACP) y el 9 x 17 Corto (.380 ACP, o más popularmente 9 mm Corto) que empleó indistintamente para sus diseños en Europa y Estados Unidos.
Todos estos cartuchos ACP (Automatic Colt Pistol) fueron los más populares para pistola en Europa durante muchos años, aunque en Estados Unidos pronto se vieron eclipsados por el potente .45 ACP (11,43 x 23) del propio Browning.
La Colt M1911 fue el primer modelo con un excelente poder de parada, y también el primero en utilizar el cartucho .45 ACP creado para ese modelo por su fabricante. Un arma legendaria en Estados Unidos. Ha sido empleada por el ejército estadounidense durante 74 años. Solo sufrió algunas modificaciones en 1926 y se renombró Colt M1911A1.
La primera pistola de doble acción fue la Walther PP-PPK, diseñada en 1929 para uso policial y en varios cartuchos de baja potencia. El primer modelo de doble acción de uso militar fue la Walther P38, usada por primera vez por los alemanes en la Segunda Guerra Mundial; podía recargarse su munición y dejarse lista para disparar sin riesgo de disparo accidental.
La pistola Browning High Power, vendida por primera vez en 1935, es la primera en tener un cargador con dos hileras para almacenar más munición. Posee además mejores seguros contra disparos accidentales y otras mejoras. Todavía se sigue fabricando el modelo original y versiones de doble acción. Junto con el modelo M1911A1, han sido posiblemente las pistolas más copiadas e imitadas de la historia. Como anécdota, el arma fue empleada en la Segunda Guerra Mundial por ambos bandos: los alemanes la fabricaban en la Bélgica ocupada y los británicos en Canadá.[cita requerida]

### Definición
Se llama pistola semiautomática aquella que después de cada disparo se carga automáticamente y con la que solo es posible efectuar el disparo de un cartucho cada vez que se acciona el disparador.
Las pistolas semiautomáticas tienen un armazón fijo donde va montado el disparador (y la cola del disparador, percutor, cañón y una parte móvil, llamada corredera, que encaja sobre el armazón y lleva montado un muelle recuperador y una aguja percutora, así como una ventana de expulsión del casquillo.
La ventaja de las semiautomáticas respecto a los revólveres radica en su cargador, que le permite alojar mayor cantidad de munición y una recarga, potencialmente, más rápida. Sin embargo, la mayor complejidad del mecanismo aumenta su coste de fabricación y las hace más susceptibles a las averías.
Erróneamente se han denominado pistolas automáticas por su mecanismo semiautomático. Una auténtica pistola automática sería aquella que, manteniendo apretado el gatillo, disparase continuamente. No obstante, existen pistolas que tienen un mecanismo para elegir entre disparar en modo semiautomático o disparar una ráfaga corta (tres disparos) al presionar la cola del disparador una sola vez.

## Funcionamiento de las pistolas semiautomáticas
Cuando el interior de la pistola no tiene munición:
1. Se inserta un cargador lleno de munición o balas.
2. Se retrae la corredera hasta insertar un cartucho útil en la recámara (parte posterior del tubo cañón).
3. Al mismo tiempo, el martillo percutor se ha enganchado en el diente de escape; a este hecho se le llama amartillamiento (acción sencilla o acción doble).
4. Al apretar el gatillo con el dedo índice se libera el diente de escape, el percutor retorna abruptamente a su posición original y golpea una aguja retráctil, llamada aguja percutora, que golpea violentamente el fulminante de la parte posterior de la bala, provocando la deflagración de la pólvora dentro del casquillo y el disparo consecuentemente.
5. La reacción provocada por el disparo hace retroceder la corredera, expulsando el casquillo del interior de la pistola (con la misma fuente de energía que dispara la bala), permitiendo inmediatamente el acceso de un nuevo cartucho a la parte posterior del cañón (recámara).
6. El muelle recuperador vuelve a colocar la corredera en su posición original.
7. Se puede disparar otra vez hasta acabar la munición.

### Cargador

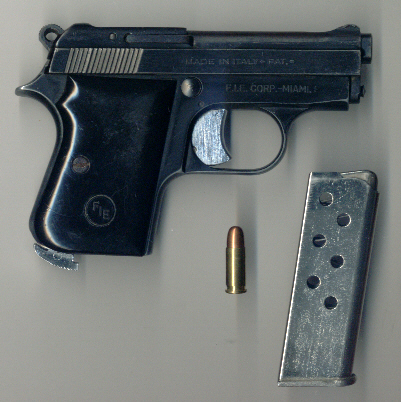
Pistola de bolsillo FIE Titan de acción simple, con cargador de hilera simple que solo almacena 6 cartuchos y su munición es el cartucho .25 ACP. Posee un seguro lateral accesible al pulgar.

El cargador es una pequeña, larga y delgada caja metálica que se inserta, en la mayoría de los modelos, por la parte inferior de la empuñadura de la pistola. Sirve para almacenar y cargar la munición que utilizará la pistola semiautomática.
Posee un resorte en su parte inferior que impulsa a los cartuchos almacenados a ascender e introducirse uno a uno en la recámara inmediatamente después del disparo.
Dependiendo del calibre, del número de hileras y dimensiones, los cargadores almacenan comúnmente entre 7 y 15 cartuchos. Únicamente los cargadores de pistolas de bolsillo almacenan 6 cartuchos.

#### Clasificación de cargadores
Los cargadores se clasifican por número de hileras. Una hilera es una fila vertical de cartuchos almacenada dentro de un cargador. Los cargadores pueden ser:
1. De hilera simple o monohilera: que solo almacenan una fila de cartuchos y por lo tanto menos munición, alrededor de 7 a 10 cartuchos, de acuerdo al calibre.
2. De doble hilera: almacenan el doble de las balas comunes, acomodándose una bala del lado derecho y otra del lado izquierdo de manera que se puede introducir el doble de balas (comúnmente en pistolas ametralladoras y en la mayoría de las pistolas militares modernas).

### Clasificación de pistolas
Las pistolas semiautomáticas se clasifican de acuerdo a su mecanismo de disparo en tres tipos:
- Acción simple: estas pistolas requieren amartillarse con el pulgar antes de apretar el gatillo o de lo contrario no dispararán. Tradicionalmente poseen un seguro lateral accesible para el pulgar, que al montarse impide el amartillamiento, o que estando amartillada la pistola no se pueda disparar. No obstante, después del primer disparo, la corredera deja el arma amartillada y lista para sucesivos disparos.

- Doble acción: disparan de dos maneras:

1. Amartillándose antes de apretar el gatillo.
2. Apretando el gatillo sin amartillarse.

El mecanismo de doble acción amartilla y retorna el percutor con solo apretar el gatillo. Y el impulso del disparo deja amartillada la pistola para el siguiente disparo.
- Doble acción única: estas pistolas no necesitan amartillarse con el pulgar, sino que solamente se aprieta el gatillo para disparar. Después del disparo, el percutor se queda sin retroceder, volviéndose a amartillar y retornar al apretar de nuevo el gatillo.

## Pistolas actuales

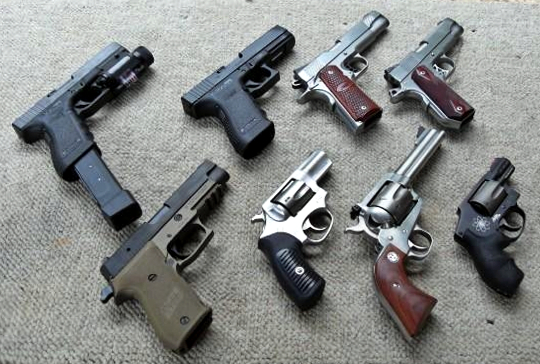
Varios modelos de pistolas y revólveres.

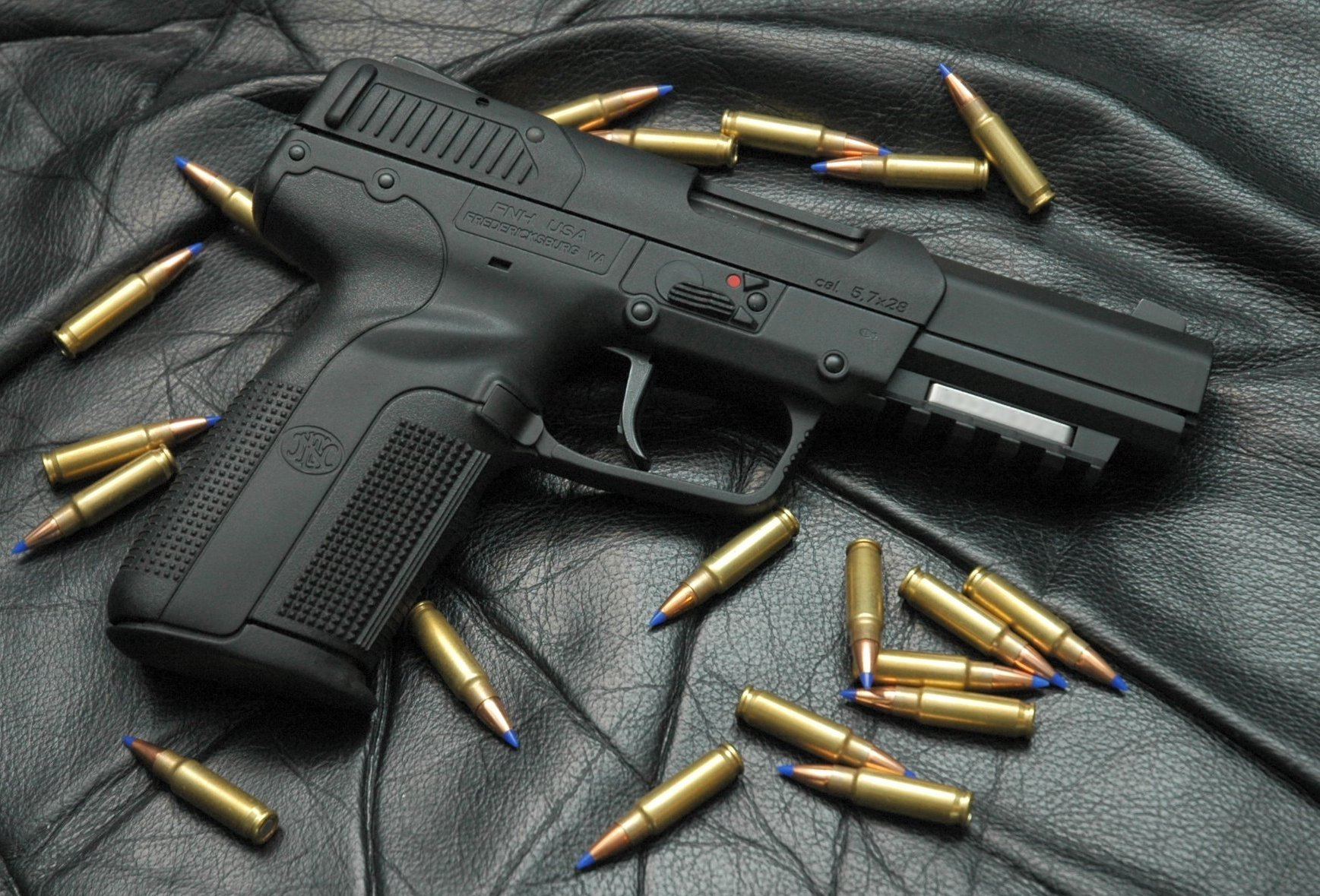
FN Five-seveN, pistola que tiene un retroceso muy bajo para el modelo, mayor precisión y además puede penetrar chalecos antibalas clase IIIA hasta 50 m, razón por la que en algunos países de Hispanoamérica la conocen con el alias de "Mata Policías".

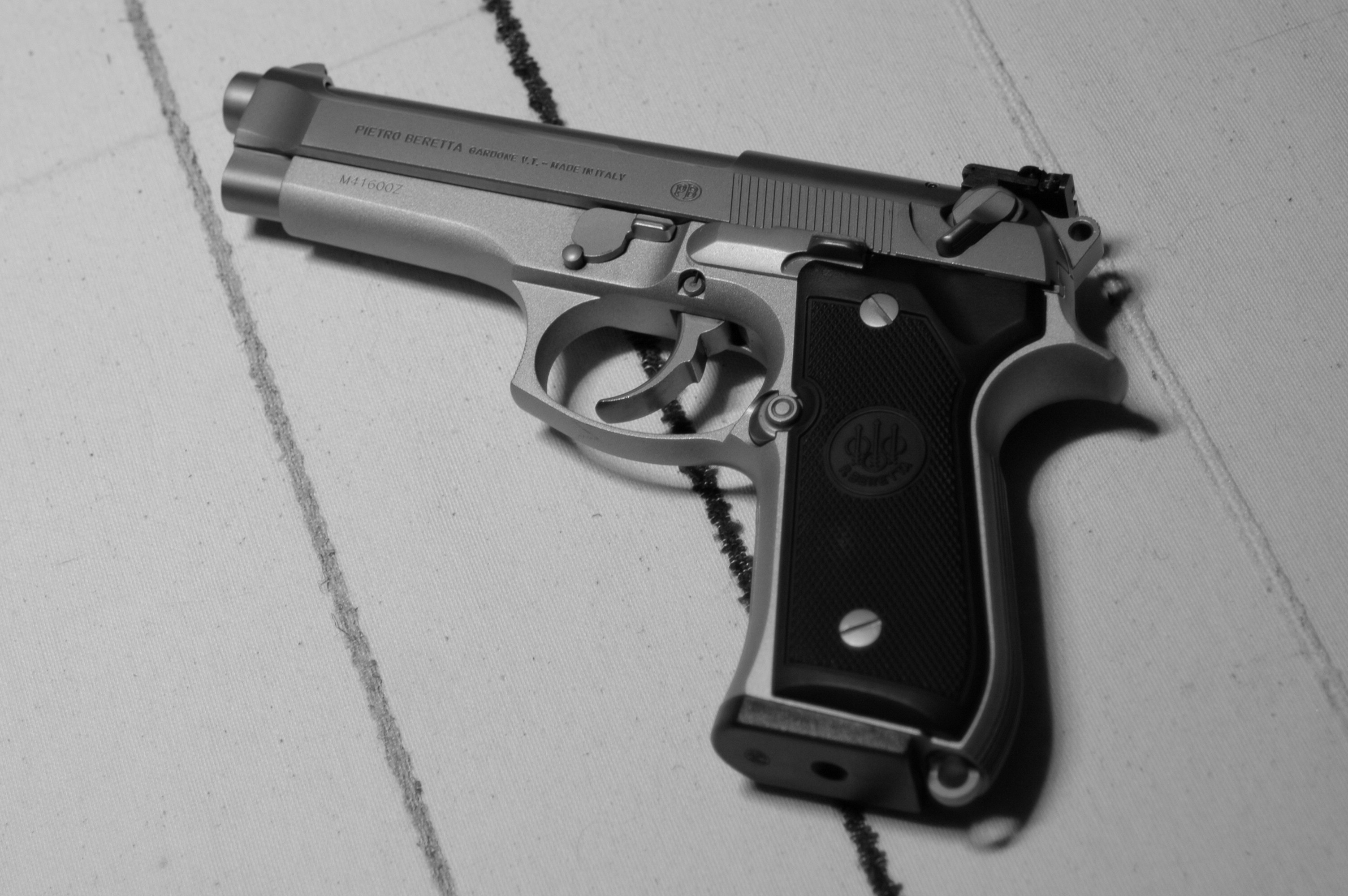
Beretta 92, pistola estándar de las Fuerzas Armadas de los Estados Unidos.

Todos los modelos actuales son de doble acción o de doble acción exclusiva. Se siguen fabricando versiones modernas de modelos legendarios, como la Colt M1911 y Browning High Power, respetando su mecanismo original de acción simple tanto para uso defensivo como deportivo.
Sin embargo, las fuerzas de seguridad y los ejércitos solo utilizan las pistolas de doble acción que se han extendido en los últimos 30 años.
Las pistolas de doble acción exclusiva se suelen destinar para defensa personal al ser su funcionamiento más sencillo, casi como un revólver.
Los cambios más notables en las pistolas de las últimas décadas han sido:
1. La inmensa mayoría de los modelos están elaborados con otros materiales diferentes del acero tradicional para aligerarlas (incluyen aleaciones, polímeros y materiales compuestos).
2. Atenuación de los efectos del retroceso de disparo para mejorar la puntería en disparos rápidos.
3. Mejoras en el acerrojamiento.
4. Mejores seguros que hacen casi imposible el disparo accidental.
5. Mayor variedad de tipos de aguja lanzada y martillos.

### Marcas populares
Los fabricantes europeos suelen ser los más adelantados en el diseño y fabricación de pistolas y por ello gozan de buena reputación mundial:
- Heckler & Koch (HK).
- Walther
- SIG-Sauer
- Star (desaparecida).
- GLOCK
- Beretta
- Fabrique Nationale de Herstal (FN).
- Česká zbrojovka (CZ).
- Astra-llama

Grandes fabricantes estadounidenses que siguen fabricando productos de calidad:
- Browning
- Colt (desaparecida aunque diversas fábricas siguen manufacturando variantes del modelo 1911).
- Ruger
- Smith & Wesson

### Fabricantes por países
Alemania
- Carl Walther
- Heckler & Koch
- Mauser-Werke
- Sauer
- Feinwerkbau

Argentina
- Bersa
- Fabricaciones Militares
- Ballester Molina (cerró en 1953).
- Rexio
- Tala (cerró).
- Armas Antiguas Osvaldo Gatto

Austria
- Glock GmbH
- Steyr-Mannlicher GmbH & Co

Brasil
- Taurus
- Rossi

Bélgica
- Fabrique Nationale de Herstal (FN).

Canadá
- Para-Ordnance Mfg.Inc.

Colombia
- INDUMIL (Industria Militar).

Chile
- FAMAE
- Industrias Cardoen

Corea del Sur
- Daewoo

Ecuador
- F.M. Santa Bárbara

Eslovaquia
- Grand Power s.r.o.

España

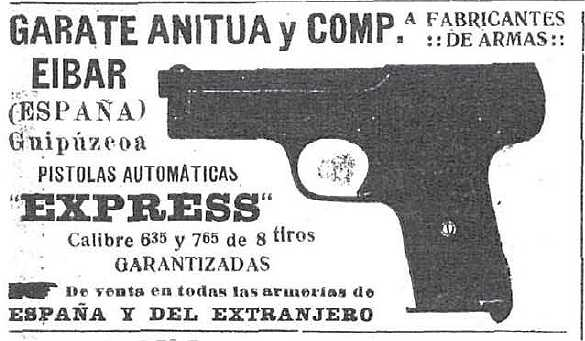
Pistola automática realizada en 1914 en la empresa Gárate Anitua y Cía. de Éibar.

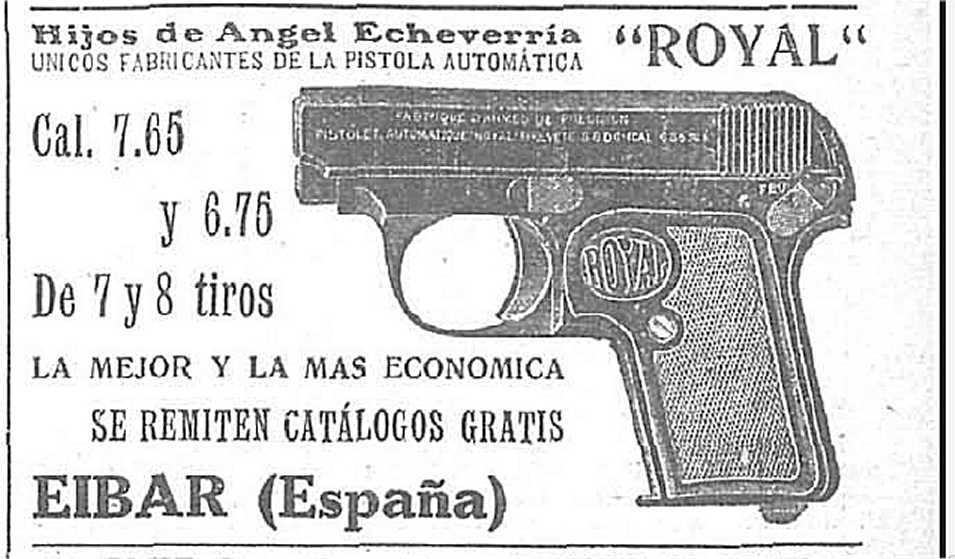
Pistola automática realizada en 1914 en la empresa Gárate Anitua y Cía. (de Éibar).

- Llama Gabilondo y Cía. S.A.(ya no existe) (Éibar).
- SPS - DC Custom Armeros S.L. (Barcelona).
- STAR, Bonifacio Echeverría S.A. (ya no existe) (Éibar).
- Santa Bárbara Sistemas.
- Víctor Sarasqueta (Éibar).
- Laurona (Éibar).
- AYA (Aguirre y Aranzábal) (Éibar).
- Ignacio Zubillaga (Éibar).
- Galbasoro (Éibar).
- Pedro Aranguren (Éibar).
- ALFA (Éibar).
- Domingo Aranguren (Éibar).
- Antonio Lisundia (Éibar).
- Eusebio Zuloaga (Éibar).
- Ramón Zuloaga (Éibar).
- Pablo Juaristi (Éibar).
- Orbea Hermanos (Éibar).
- Reales Fábricas de Placencia de las Armas (Placencia de las Armas).
- José Aguirre e Ignacio Bustindui (Éibar).
- Gárate Anitua y Cía

Estados Unidos
- Arcadia Machine & Tool (AMT)
- Bryco Arms (cerró por bancarrota)
- Browning Arms Company
- Colt's Manufacturing Company LLC
- Davis Industries
- Jennings Firearms (cerró por bancarrota)
- Jiménez Arms
- Lorcin Engineering Comapny
- Hi-Point Firearms
- Phoenix Arms
- Raven Arms
- Ruger
- Savage Arms Corporation
- Smith & Wesson
- Springfield Armory
- STI
- Sundance Industries
- SVI (Infinity)

Francia
- Manufacture d'Armes de Saint-Etienne (MAS).
- Manufacture d'Armes de Châtellerault (MAC)(ya no existe).
- Manufacture d'Armes de Toulouse (MAT)(ya no existe).
- Manufacture d'Armes Automatiques de Bayonne (MAB)(ya no existe).
- Manufacture du Haut-Rhin (Manurhin).

Finlandia
- Sako Tikka

Hungría
- Fegyuver es Gepgyar (FEG).

Italia
- B. Bernardelli s.r.a.
- Fabbrica d'Armi Pietro Beretta S.p.A.
- Fratelli Tanfoglio SpA.
- Rino-Galesi-Rigarmi-Brescia
- Matchguns (Cesare Morini).
- Benelli Armi

Israel
- Israel Military Industries (IMI).

México
- Productos Mendoza
- Armas Trejo

Perú
- FAME

Polonia

- Prexer Ltd.
- Z.M. Łucznik Zakłady Metalowe Łucznik S.A.

República Checa
- Moravia Arms
- Česká zbrojovka (CZ).
- Strojirna s.r.o.

Rusia
- Izhmek Izhevsky Mekhanichesky Zavod

Unión Soviética
- Makarov PM
- Tokarev

Suecia
- Husqvarna Vapenfabrik (hasta 1970).
- Försvarets Fabriksverk (FFV).

Suiza
- Schweizerishe Industrie Gesellschaft (SIG).

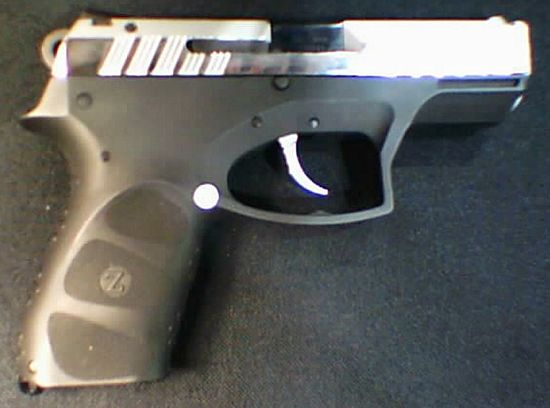
La pistola Zamorana es un proyecto venezolano fabricado por la Compañía Anónima Venezolana de Industrias Militares (CAVIM), siendo a su vez una patente de la República Checa, basada en la pistola G-2000 de la fábrica Armas Moravia.

- Sphinx Systems Ltd.
- Hammerli
- Morini Arms

Turquía
- Trabzon Arms Industry Corp.

Venezuela
- CAVIM Industrias Militares.

## Pistolas neumáticas
También existe la pistola neumática, que utiliza gas o aire comprimido en vez del gas producido por la combustión de la pólvora; este rara vez se usa para efectuar ataques contra otras personas debido al escaso poder de parada por la relativa baja velocidad de salida con que son disparadas las municiones de bajo calibre, en cambio son mayormente usados para tiro deportivo y caza menor.

## Cartuchos actuales

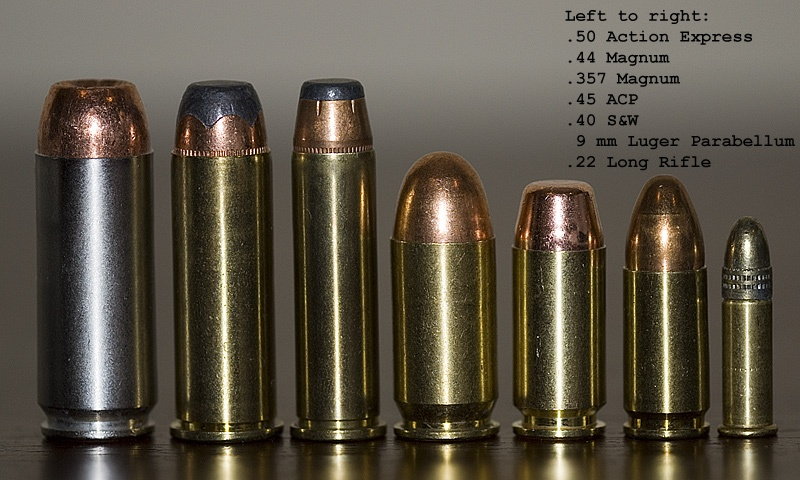
De izquierda a derecha, cartuchos .50 Action Express, .44 Magnum, .357 Magnum, .45 ACP, .40 S&W, 9 mm Parabellum y .22 LR.

El cartucho de pistola más popular del mundo es el 9 x 19 Parabellum. Se popularizó tiempo después de que la OTAN lo estableciera como reglamentario; es utilizado por la industria europea.
En Estados Unidos aparece en los años ochenta un cartucho calibre 10 mm, con una potencia muy superior a la del 9 Parabellum. Fue adoptado por el FBI, lo que le dio popularidad inmediata hasta que su uso práctico demostró que la mayor parte de los agentes no tienen suficiente fuerza para controlar la puntería por el retroceso que provoca. Después apareció un nuevo cartucho derivado del anterior, el .40 Smith&Wesson, más controlable, pero todavía más potente que el 9 × 19 Parabellum. Este es actualmente el cartucho de pistola más popular en Estados Unidos, aunque también está extendido el 9 × 19 Parabellum.
En España, el ejército y la policía emplearon por motivos históricos (era el calibre de la primera semiautomática comprada por el ejército, de fabricación belga) hasta la década de 1980 armas que empleaban el cartucho 9 × 23 (más conocido como 9 Largo o .38 Super, algo más potente que el 9 Parabellum) de manera que las armas tenían que ser producidas por fabricantes nacionales.
Durante la Guerra fría se impusieron en todos los países del bloque soviético dos cartuchos rusos, el 7,62 x 25 Tokarev primero y posteriormente el 9 x 18 Makarov diseñados ambos por los armeros que les dan el nombre. El 9 x 18 Makarov sigue siendo el cartucho más popular en Rusia, aunque en la mayor parte de los países ex-soviéticos y del antiguo Pacto de Varsovia el 9 x 19 Parabellum, más potente, lo ha sustituido casi en su totalidad.
La mayoría de los cartuchos de pequeño calibre diseñados por Browning a principios de siglo siguen en uso para pequeñas pistolas de defensa personal, principalmente el 9 Corto y el 0.32 ACP.
Todavía se emplean diferentes tipos de cartuchos calibre 5,5 mm (.22) en las competencias de tiro deportivo y en las prácticas de tiro, por su bajísima potencia y gran control de disparo. Casi nadie lo usa para la defensa personal debido a su bajo poder de parada a pesar de ser igualmente mortífero, salvo algunas excepciones por su fácil disposición tanto del arma como del cartucho, y algunas veces por fuerzas especiales debido a la facilidad de ocultar armas pequeñas y el poco ruido del disparo.
En Estados Unidos son muy utilizados cartuchos de grueso calibre y gran potencia, algunos más adecuados para la caza mayor con pistola que para la defensa personal, a causa del retroceso. Existen varios modelos de cartuchos Magnum para revólveres (.357 Magnum y .44 Magnum), y otros para semiautomáticas (.45 y .50 AE).

## Videocintas
- Barquilla Cozas, Julián (2001): Pistola semiautomática. Madrid (España): Academia Caballero, 2001. ISBN 84-7023-391-2 (VHS).